# Großgraben
Großgraben ist eine Ortschaft und Katastralgemeinde der Marktgemeinde Asperhofen in Niederösterreich. Die Ortschaft hat 140 Einwohner (1. Jänner 2024).

## Geografie
Das Straßendorf liegt 2 Kilometer südwestlich von Asperhofen und ist über Landesstraßen erreichbar. Der Ort ist landwirtschaftlich geprägt und besteht aus zahlreichen Gehöften und im Westen aus einigen Einfamilienhäusern.

## Geschichte
Im Franziszeischen Kataster von 1821 ist Großgraben mit zahlreichen kleineren und größeren Gehöften eingezeichnet, der Name des Ortes war damals aber nur Graben. Laut Adressbuch von Österreich waren im Jahr 1938 in Großgraben zwei Gastwirte, ein Gemischtwarenhändler, ein Schmied, ein Schuster und einige Landwirte ansässig.

## Bauwerke
Die aus dem Jahr 1836 stammende und dem hl. Rochus geweihte Ortskapelle ist im Kern ein spätbarocker Bau, der 1906 vergrößert wurde. Der Turm ist als Dachreiter ausgeführt und mit einem Spitzhelm bekrönt.